# Tom Moore (wojskowy)
Thomas Moore, także Captain Tom (ur. 30 kwietnia 1920 w Keighley, zm. 2 lutego 2021 w Bedford) – brytyjski wojskowy, uczestnik II wojny światowej i szlachcic. Założyciel The Captain Tom Foundation. Znany z akcji charytatywnej, podczas której przed swoimi setnymi urodzinami przeszedł sto okrążeń wokół swojego domu, dzięki czemu zebrano ponad 30 milionów funtów dla wsparcia brytyjskiej służby zdrowia.

## Życiorys

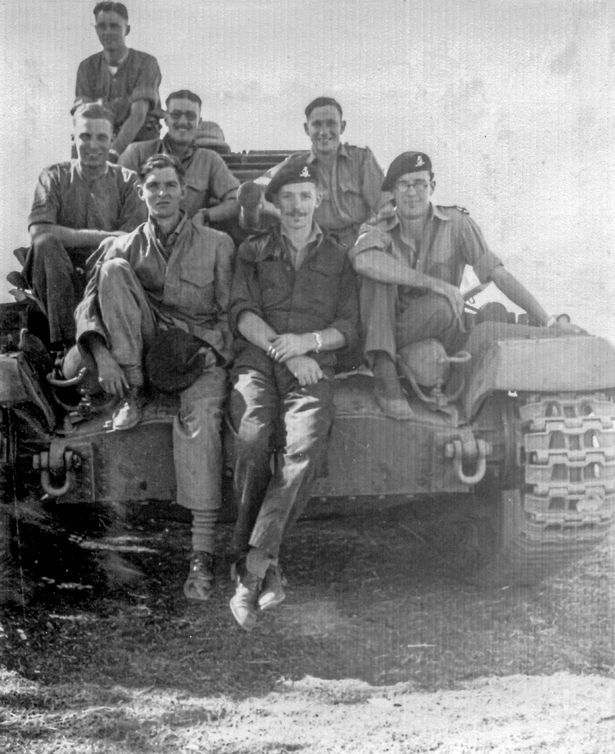
Moore jako instruktor w bazie Bovington Camp

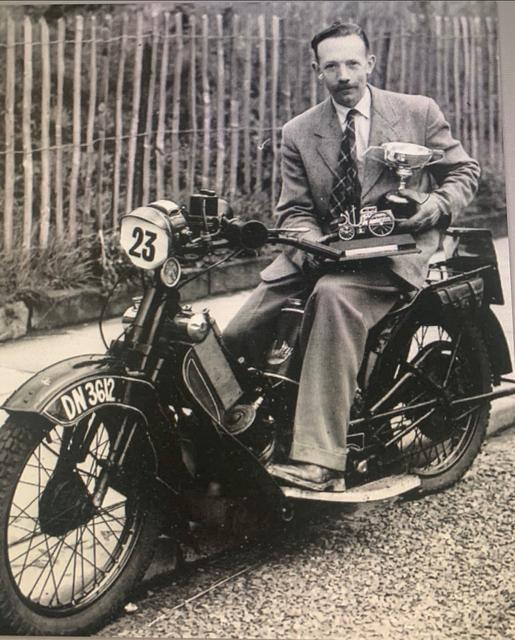
Moore przy jego motocyklu

Thomas Moore urodził się w Keighley w rodzinie budowniczego i nauczycielki. Po ukończeniu szkoły rozpoczął praktyki, ucząc się inżynierii lądowej.
W 1940 r. musiał przerwać naukę z powodu powołania do wojska w związku z II wojną światową. Przez kilka miesięcy stacjonował w Kornwalii, po czym wybrany został do szkolenia oficerskiego. 28 czerwca 1941 r. awansowany na podporucznika.
Na przełomie jesieni i zimy 1941 roku jego jednostkę przeniesiono do Indii, pierwotnie stacjonował w Bombaju, później w Kalkucie. W Indiach organizował szkolenia wojskowych motocyklistów.
1 października 1942 r. awansowany na porucznika. Jako żołnierz 14 Armii walczył z wojskami japońskimi w Birmie, a w październiku 1944 r. awansował na kapitana. Jako członek załogi czołgu M3 Lee walczył podczas bitwy o Ramree. Po powrocie do Wielkiej Brytanii służył jako instruktor w bazie Bovington Camp i w 1946 roku został zdemobilizowany. 
Po opuszczeniu armii pracował m.in. jako kierowca i menedżer w przedsiębiorstwach produkujących materiały budowlane. W 1949 roku wziął ślub z kobietą o imieniu Billie. W 1968 roku uzyskał rozwód i wziął ślub z Pamelą Paull. Z drugiego małżeństwa miał dwie córki: Hannah i Lucy.
Przez ponad 60 lat organizował coroczne spotkania członków jego jednostki. Brał również udział w wyścigach motocyklowych, zdobywając wiele trofeów. Jeden z używanych przez niego motocykli został w czerwcu 2020 roku odnaleziony w muzeum w Bradford.
W latach 1989–1993 mieszkał z żoną w Costa del Sol, powrócili jednak do Wielkiej Brytanii z powodu postępującej demencji u jego żony. Jego żona zmarła w 2006 roku, od tego czasu mieszkał w Bedfordshire wraz ze swoją córką. 

### Śmierć
31 stycznia 2021 roku poinformowano, że Moore trafił do szpitala w Bedford w związku z wykryciem u niego zakażenia wirusem SARS-CoV-2 wywołującym COVID-19. Zmarł dwa dni później.
Kondolencje rodzinie Moore’a przesłała m.in. królowa Elżbieta II, premier Boris Johnson, pierwsza minister Szkocji Nicola Sturgeon, przewodniczący Partii Pracy Keir Starmer, arcybiskup Justin Welby, premier Barbadosu (gdzie w grudniu poleciał Moore) Mia Mottley oraz wielu polityków, celebrytów i sportowców. Boris Johnson poinformował, że brytyjskie flagi nad 10 Downing Street będą opuszczone do połowy masztu w celu uczczenia jego pamięci. Kondolencje złożyli również na Twitterze przedstawiciele rządu Stanów Zjednoczonych. Brytyjscy parlamentarzyści uczcili pamięć Moore’a minutą ciszy podczas jednego z posiedzeń.
W celu uczczenia pamięci Moore’a oświetlono na biało-czerwono stadion Wembley. Podobnie oświetlono również London Eye czy Blackpool Tower. W środę wieczorem wielu Brytyjczyków oddało zmarłemu Moore’owi hołd wychodząc przed swoje domy i klaszcząc, w akcji wzięli udział m.in. politycy, wojskowi, medycy i wielu zwykłych obywateli. Amanda Holden zainicjowała petycję, aby przed Pałacem Westminsterskim lub na Trafalgar Square powstał pomnik poświęcony Moore’owi, taki pomysł poparł też Boris Johnson.

### Pogrzeb
Pogrzeb Moore’a odbył się 27 lutego 2021 roku w Marston Moretaine. Moore został skremowany i pochowany na tamtejszym cmentarzu w obecności najbliższej rodziny i żołnierzy Yorkshire Regiment. Pogrzebowi towarzyszył przelot nad miejscowością zabytkowego samolotu Douglas C-47 Skytrain. 5 lipca tego samego roku prochy przeniesiono na cmentarz w Keighley, gdzie złożono je obok grobu jego rodziców.
Zgodnie z wolą zmarłego na pogrzebie odegrano piosenkę My Way w wykonaniu Franka Sinatry. Odegrano też piosenki You'll Never Walk Alone oraz White Cliffs of Dover Very Lynn. Zgodnie z życzeniem Moore’a jego epitafium brzmiało „I told you I was old” („Mówiłem wam, że jestem stary”).

## Działalność charytatywna
Niedługo przed swoimi setnymi urodzinami, 6 kwietnia 2020 Tom Moore rozpoczął akcję charytatywną Tom's 100th Birthday Walk For The NHS, w ramach której zamierzał wykonać pieszo przy pomocy balkonika sto okrążeń wokół ogrodu swojego domu w Marston Moretaine, podzielonych na liczące po dziesięć okrążeń dzienne części (jedno okrążenie miało długość około 25 metrów), chcąc w ten sposób zebrać fundusze na wsparcie brytyjskiego National Health Service w walce ze skutkami pandemii COVID-19. Pierwotnie Moore zamierzał zebrać tysiąc funtów, co osiągnął już 10 kwietnia. Następnie podniósł wysokość zbiórki do 5 tysięcy, a później jeszcze do 500 tysięcy. Akcję nagłośniły w końcu brytyjskie media, a Tom Moore udzielił telefonicznego wywiadu w niedzielnym, porannym programie radia BBC Radio 2.
Setne okrążenie ukończył 16 kwietnia 2020 w asyście kompanii reprezentacyjnej Yorkshire Regiment, poinformował później, że nie zamierza przestawać i liczy, że wykona jeszcze kolejne sto okrążeń.
Do poranku 30 kwietnia akcję wsparło ponad półtora miliona osób z całego świata, które uzbierały kwotę 30 milionów funtów (końcowy wynik to 32,796,475 funtów).
Podczas setnego okrążenia, piosenkarz Michael Ball zaśpiewał w BBC Breakfast piosenkę „You’ll Never Walk Alone”. Występ, z udziałem chóru NHS Voices of Care Choir oraz dodanymi słowami samego Moore’a został już następnego dnia wydany jako singel. W ciągu pierwszych 48 godzin sprzedano aż 36 tysięcy kopii, a singel otrzymał pierwsze miejsce w The Official Big Top 40. 24 kwietnia singel osiągnął również pierwsze miejsce w UK Singles Chart, a Tom Moore został najstarszą osobą, której utwór uzyskał tak wysoką pozycję.
W listopadzie 2020 roku fundacja Moore’a zainicjowała akcję Walk With Tom, mającą na celu walkę z samotnością podczas pandemii COVID-19 – akcja ta zyskała wsparcie organizatorów londyńskich maratonów oraz sportowców (zaangażował się w nią m.in. Lando Norris).
Poza tym, przekazał również na cele charytatywne ponad 21 tysięcy funtów, pozyskanych dzięki sprzedaży ponad 100 obrazów i rysunków, których to autorów zainspirował.

## Nagrody i upamiętnienie

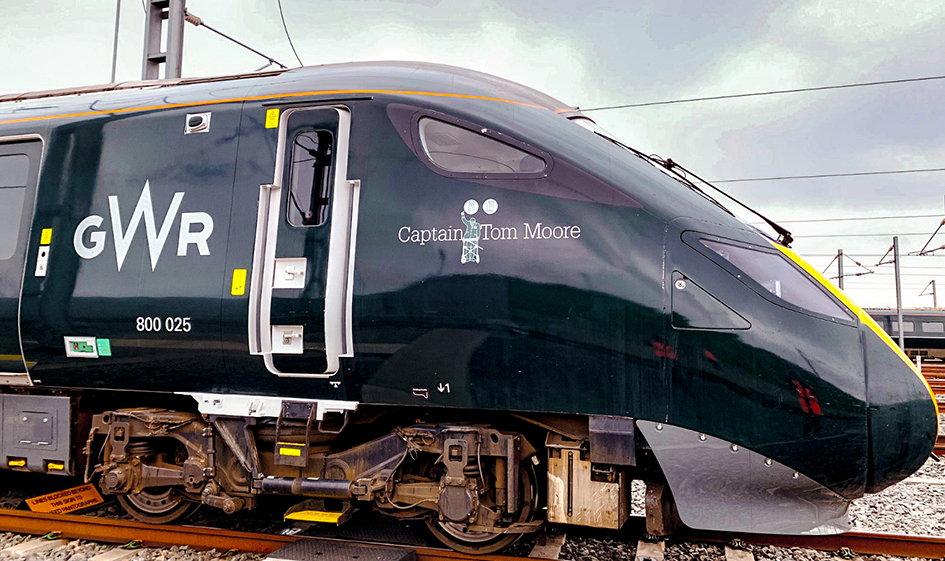
Pociąg Great Western Railway nazwany Captain Tom Moore

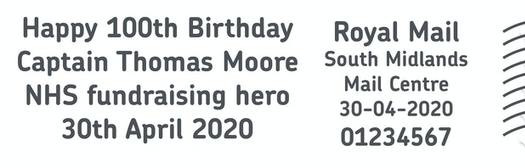
Okolicznościowy datownik Royal Mail

Został odznaczony Gwiazdą za Wojnę 1939–1945, Gwiazdą Birmy, Medalem Obrony i Medalem Wojny 1939–1945.
23 kwietnia 2020 roku otrzymał nagrodę Pride of Britain. W dniu swoich setnych urodzin został mianowany honorowym pułkownikiem Army Foundation College, otrzymał również Yorkshire Regiment Medal. 12 maja otrzymał honorowe obywatelstwo Londynu, a 31 lipca również honorowe obywatelstwo jego rodzinnego miasta Keighley.
19 maja 2020 roku poinformowano, że Tom Moore został nominowany przez premiera Borisa Johnsona do otrzymania tytułu szlacheckiego. Tytuł Rycerza Kawalera z rąk królowej Elżbiety II otrzymał 17 lipca tego samego roku podczas ceremonii na zamku w Windsorze.
W lipcu otrzymał tytuł honorowego członka The Football Association oraz honorowego kapitana reprezentacji Anglii w piłce nożnej – oba tytuły wręczył mu były zawodnik i kapitan reprezentacji David Beckham.
Tom Moore upamiętniony został również przez artystów, w Wielkiej Brytanii stworzono wiele portretów i murali przedstawiających staruszka. 14 sierpnia 2020 roku w National Army Museum odsłonięto jego oficjalny portret, namalowany przez emerytowanego oficera Alexandra Chamberlina.
Pobił także dwa rekordy Guinnessa – uzbierał najwięcej pieniędzy wśród jednoosobowych akcji charytatywnych oraz został najstarszą osobą, której utwór osiągnął najwyższą pozycję w brytyjskich notowaniach muzycznej listy przebojów.
8 maja 2020 roku w sieci telewizyjnej ITV wyemitowano 30-minutowy film dokumentalny pt. Captain Tom's War, w którym Tom Moore opowiada o swojej służbie wojskowej.
Poza tym, 20 kwietnia 2020 przewoźnik Keighley Bus Company nazwał jeden ze swych autobusów Optare Versa Captain Tom Moore, a na wyświetlaczach pomiędzy numerem linii i nazwami przystanków wyświetlała się wiadomość „Thank You Captain Tom” („Dziękujemy, Kapitanie Tom”). 25 kwietnia jeden z przewoźników z Bedford nazwał jeden ze swoich dwupiętrowych autobusów Alexander Dennis Enviro400 MMC Captain Tom Moore.
Przewoźnik kolejowy Great Western Railway nazwał jeden ze swoich pociągów British Rail Class 800 o numerze 800 025 Captain Tom Moore, a GB Railfreight nazwał jeden z pociągów British Rail Class 66 Capt. Tom Moore – A True British Inspiration.
W kwietniu owczarek holenderski – pies policyjny West Midlands Police otrzymał w internetowym głosowaniu imię Captain Tom Moore. Organizacja World Horse Welfare nazwała urodzone w Thetford źrebię Captain Tom. Northamptonshire Fire and Rescue Service nazwało jedną ze swoich motorówek Captain Tom. Przy szpitalu w Bedford powstał ogród nazwany jego imieniem. W szpitalu w Nuneaton powstał oddział chirurgiczny nazwany jego imieniem.
Według doniesień medialnych, w dniu urodzin Tom Moore otrzymał więcej niż 100 tysięcy kartek urodzinowych. Royal Mail wydała wcześniej specjalne datowniki z okazji jego setnych urodzin, które używane były od 26 kwietnia do 1 maja 2020 roku oraz otworzyła w Bedford specjalną skrzynkę pocztową. Tom Moore otrzymał również życzenia od polityków i celebrytów, przesłali je m.in. Boris Johnson, Harry Kane, książę Karol, królowa Elżbieta II i Sekretarz generalny Organizacji Narodów Zjednoczonych António Guterres. W ramach obchodów jego urodzin nad jego domem miał również miejsce przelot samolotów Royal Air Force.
22 czerwca 2020 otrzymał również tytuł doktora honoris causa Cranfield University, a w październiku tego samego roku również University of Bradford. Został również honorowym patronem Imperial War Museum Duxford. Moore przekazał muzeum sto z kartek urodzinowych, które otrzymał na swoje setne urodziny.
17 września 2020 roku Penguin Books wydało jego autobiografię – Tomorrow Will Be A Good Day, wydano także wersję dla dzieci pod tytułem One Hundred Steps: The Story of Captain Sir Tom Moore. W październiku 2020 roku Moore rozpoczął także prowadzenie swojego własnego podcastu The Originals, skoncentrowanego na opowiadaniu historii swojego życia przez starszych Brytyjczyków, aby pomóc im w radzeniu sobie z samotnością.
We wrześniu 2020 roku wytwórnia Fred Films we współpracy z Powder Keg Pictures zapowiedziały stworzenie filmu biograficznego opowiadającego o życiu Toma Moore’a. Sam Moore wymienia Michaela Caine’a lub Anthony’ego Hopkinsa jako aktorów, którzy mogliby go zagrać.
Znaleziona w maju 2020 roku w Holkham mała foka otrzymała na jego cześć imię Sir Tom Moore. Foka przeszła następnie rehabilitację oraz leczenie, a w listopadzie 2020 roku została wypuszczona na wolność. W lipcu imię Moore’a nadano jednemu z małych rybołowów, które wykluły się nad Loch Arkaig.
Zdjęcie Moore’a umieszczone zostało na okładce brytyjskiego wydania czasopisma GQ ze stycznia 2021 roku. W listopadzie 2020 poinformowano, że Tom Moore ma wziąć udział w tegorocznym Royal Variety Performance, gdzie ma wykonać utwór „You’ll Never Walk Alone” razem z Michaelem Ballem. Pod koniec listopada 2020 roku rozpoczęto produkcję ginu sygnowanego jego imieniem – Captain Sir Tom’s London Dry Gin, dochód ze sprzedaży alkoholu ma trafić do założonej przez Moore’a fundacji.
W czerwcu 2020 roku w centrum Keighley powstała szeroka na 24 metrów instalacja zbudowana z kolorowych liter, układających się w zdanie: Capt Tom – Keighley Lad. W grudniu 2020 w St James Hospital w Leeds odsłonięto popiersie Moore’a, podarowane przez Garry’ego McBride.
20 grudnia 2020 roku Moore otrzymał nagrodę BBC Sports Personality of the Year, tego samego dnia ogłoszono również powstanie nagrody, której patronuje Moore – Captain Tom Young Unsung Hero award, pierwszą osobą, która otrzymała nagrodę był 9-letni Tobias Weller, chorujący na autyzm i mózgowe porażenie dziecięce.
Podczas noworocznego pokazu świateł i fajerwerków nad Tamizą w Londynie uhonorowano Moore’a, pokazując na niebie jego podobiznę.
W czerwcu 2021 roku twórcy gry Hearts of Iron IV dodali go jako generała dostępnego podczas gry Wielką Brytanią.

## Inspiracje działaniem Moore’a
Działania Moore’a zainspirowały wiele osób do przeprowadzenia podobnych akcji, najbardziej znane to:
- W maju 2020 roku, szeregowy Joseph Ashitey Hammond (ur. 1925), obywatel Ghany i weteran II wojny światowej przez 7 dni, codziennie przechodził 2 mile w celu zebrania pieniędzy na walkę z pandemią COVID-19, dotychczas zebrał ponad 40 tysięcy funtów[120][121].
- 8 września 2020 roku, 104-letnia Brytyjka Ruth Saunders postanowiła przejść 104 okrążenia wokół swojego miejsca zamieszkania, o łącznej długości 26.2 mil (długość biegu maratońskiego) w celu zebrania pieniędzy dla Thames Valley Air Ambulance(inne języki)[122][123][124][125]. Długość biegu maratońskiego ukończyła 4 listopada i ostatecznie zebrała ponad 38 tysięcy funtów[126][127].
- W maju 2020 roku, 101-letni John Hillman – żołnierz Royal Air Force i weteran II wojny światowej zebrał ponad 137 tysięcy dolarów kanadyjskich na rzecz dzieci dotkniętych pandemią COVID-19, wykonując 101 okrążeń wokół domu spokojnej starości w Oak Bay w Kanadzie[128][129].
- We wrześniu 2020 roku, 102-letnia emerytowana pielęgniarka i uczestniczka II wojny światowej Joan Rich ukończyła 102 okrążenia wokół parku w Felixstowe, ostatnie okrążenie ukończyła w asyście dzieci z okolicznej szkoły podstawowej oraz żołnierzy Royal Military Police. Zebrała w ten sposób 25 tysięcy funtów[130].
- 97-letnia weteranka II wojny światowej, sierżant Zinaida Kornewa z Petersburga, zainspirowana działaniem Moore’a zorganizowała własną akcję fundraisingową na rzecz rosyjskich medyków, do czerwca 2021 roku zebrała ponad 4 miliony rubli[131][132].
- 98-letnia pianistka Rebecca Parker z Lanark ukończyła w lipcu 2020 roku jej własną akcję, polegającą na graniu na pianinie codziennie przez 100 dni. Zebrała w ten sposób aż 10 tysięcy funtów[133].
- 95-letnia weteranka Women’s Royal Naval Service i uczestniczka II wojny światowej ukończyła w lipcu akcję, polegającą na przejściu długości 95 mil, zebrała w ten sposób 14 tysięcy funtów[134].
- 6-letni Frank Mills z Bristolu chorujący na rozszczep kręgosłupa zebrał ponad 300 tysięcy funtów wykonując codziennie 10-metrowe spacery[135][136].
- 7-letni chłopiec z Devon chorujący na mózgowe porażenie dziecięce zebrał ponad 2500 funtów[137].
- Steve George, weteran British Army, zainspirowany działaniem Moore’a postanowił przebiec przed swoimi 50-urodzinami 50 długości biegu maratońskiego w celu zwrócenia uwagi na problemy weteranów, którzy zakończyli służbę (m.in. bezrobocie czy choroby psychiczne)[138].
- 6-letni Teddy James Thomas z Manchesteru zebrał ponad 10 tysięcy funtów wykonując 100 okrążeń wokół swojego ogrodu w przebraniu Moore’a[139][140].
- Zainspirowana działaniem Moore’a grupa dzieci ze szkoły podstawowej w Much Wenlock przez cały listopad, codziennie ma przebiegać 1 milę w celu zbierania pieniędzy na cele charytatywne, dotychczas zebrano już tysiąc funtów[141].